# Cannaphila
Cannaphila là một chii chuồn chuồn ngô trong họ Libellulidae. Chỉ có một loài C. insularis có mặt ở Bắc Mỹ.

## Các loài
Chi này gồm các loài:
- Cannaphila insularis Kirby, 1889 - Gray-waisted Skimmer, Texas phía nam đến Panama[1]
- Cannaphila mortoni Donnelly, 1992, Panama, Costa Rica[3]
- Cannaphila vibex (Hagen, 1861), widespread.[4]